# Nurture
Nurture è il secondo album in studio del musicista, cantautore e DJ statunitense Porter Robinson, pubblicato nel 2021.

## Tracce
Testi di Porter Robinson, eccetto dove indicato.
1. Lifelike – 1:35
2. Look at the Sky – 5:10
3. Get Your Wish – 3:39
4. Wind Tempos – 6:04 (testo: Robinson, Amy Allen, Elliot Jacobson, Christopher Leon)
5. Musician – 3:59 (testo: Robinson, Sarah Midori Perry, Gus Lobban)
6. Do-re-mi-fa-so-la-ti-do – 3:35
7. Mother – 3:46
8. Dullscythe – 4:00
9. Sweet Time – 4:12
10. Mirror – 5:07
11. Something Comforting – 4:42
12. Blossom – 3:46
13. Unfold (con Totally Enormous Extinct Dinosaurs) – 4:46 (testo: Robinson, Orlando Higginbottom)
14. Trying to Feel Alive – 4:44

Traccia Bonus edizione giapponese
1. Fullmoon Lullaby (con Wednesday Campanella) – 4:03 (testo: Robinson, Misaki Koshi, Hidefumi Kenmochi)